# Vancouver Canucks
Vancouver Canucks er et professionelt ishockeyhold der spiller i den bedste nordamerikanske række NHL. Klubben spiller sine hjemmekampe i Rogers Arena, tidligere General Motors Place, i Vancouver, British Columbia, Canada. Klubben blev stiftet i 1945 og har været i NHL siden sæsonen 1970-71. Klubben har endnu ikke vundet Stanley Cuppen, men har været i finalen 3 gange, første gang i 1982 hvor man tabte til New York Islanders med 4-0 i kampe. Anden finaleoptræden kom i 1994 hvor man, anført af Trevor Linden, Pavel Bure og målmanden Kirk McLean, tabte til New York Rangers med 4-3 i kampe. Tredje finaleoptræden var i 2011 hvor klubben tabte 4-3 i kampe til Boston Bruins. Nederlaget gav anledning til optøjer i den centrale del af Vancouver.

## Før NHL
Vancouver Canucks blev stiftet i 1945 og spillede først i Pacific Coast Hockey League og senere, fra 1952, i Western Hockey League. I denne periode spillede man sine hjemmekampe i Vancouver Forum der havde plads til 5.050 tilskuere. Da NHL annoncerede sin plan om at udvide ligaen fra 6 (de såkaldte Original Six) til 12, ansøgte man om at blive et af de 6 nye hold i NHL. Selvom denne ansøgning endte uden succes, byggede man i byen Pacific Coliseum der stod klart i 1967 og havde plads til 16.150 tilskuere. Med en arena der var NHL værdig, lykkedes det i 1970 for en ny gruppe ejere at få holdet med i NHL og sammen med Buffalo Sabres var man med i NHL fra sæsonen 1970-71.

## Første Stanley Cup-finale
Efter en række år med magre resultater gik klubben i 1982 for første gang langt i slutspillet. Efter at have sneget sig med i slutspillet slog man først Calgary Flames med 3-0 i kampe. Derefter slog man Los Angeles Kings med 4-1 i kampe og siden Chicago Black Hawks med 4-1 i kampe. I Stanley Cup-finalen mødte man dog overmagten i skikkelse af de på det tidspunkt dominerende New York Islanders og man tabte finale-serien med 4-0 i kampe.

## Anden Stanley Cup-finale
Efter den overraskende succes i 1982 oplevede klubben igen en række år uden de store resultater og der skulle gå 12 år før man igen nåede langt i slutspillet. I 1994 slog man først Calgary Flames med 4-3 i kampe. I den serie var man bagud 3-1 i kampe før man vendte og vandt 3 kampe i træk – alle efter sudden death. Det afgørende mål i den syvende kamp blev scoret af Pavel Bure. Herefter slog man først Dallas Stars og derefter Toronto Maple Leafs, begge gange med 4-1 i kampe. I Stanley Cup-finalen tabte man til et New York Rangers-hold anført af Mark Messier.

## Tredje Stanley Cup-finale
Vancouver Canucks startede sæsonen 2010-2011 med at fejre klubbens 40-års jubilæum i NHL-ligaen ved en ceremoni før første sæsonkamp, hvor også Henrik Sedin blev udpeget som anfører og afløste dermed målmand Roberto Luongo. Canucks første modstander i play-off kampene var de regerende Stanley Cup-mestre fra Chicago Blackhawks. Canucks vandt de første tre kampe, men tabte derefter de næste tre kampe og forcerede således en syvende og afgørende kamp. Denne vandt Canucks 2-1 i overtid. Herefter vandt Canucks først over Nashville Predators 4-2 i kampe, dernæst San Jose Sharks 4-1 i kampe. I Stanley-cup finalen mødte Vancouver Canucks Boston Bruins. De første to kampe på hjemmebane i Rogers Arena hvor Canucks vandt henholdsvis 1-0 og 3-2. Den tredje og fjerde kamp blev spillet i Boston, hvor Boston Bruins vandt henholdsvis 8-1 og 4-0. Boston Bruins satte samtidig rekord i tredje kamp ved at være det hold til at vinde med flest mål nogensinde i en Stanley cup finalekamp. Femte kamp blev spillet i Vancouver og Canucks vandt 1-0. Canucks tabte imidlertid sjette kamp 5-2 i Boston. Syvende kamp tabte Canucks på hjemmebane 4-0, og Boston Bruins blev dermed vinder af Stabley Cup-trofæet for første gang i 39 år i klubbens historie. Nederlaget på hjemmebane udløste voldsomme optøjer i centrale dele af Vancouver by.

## Jagten på succes
I årene efter denne anden Stanley Cup-optræden gled holdet tilbage i middelmådigheden og selv ikke anskaffelsen af Mark Messier i 1997, der havde været med til at besejre Canucks i 1994, kunne rette op på situationen. I det nye årtusind fik man bygget et hold der af mange blev betragtet som et af de bedste i NHL. Spillere som Markus Näslund, Todd Bertuzzi og Ed Jovanovski har sørget for at klubben har spillet en underholdende form for ishockey med god succes i grundspillet. Alligevel har man endnu ikke formået at gentage kunststykket fra 1982 og 1994. Inden sæsonen 2006-07 tradede man Bertuzzi til Florida Panthers for målmanden Roberto Luongo. Dette trade signalerede et skift hen imod en mere defensiv spillestil og Luongo skuffede ikke i sin første sæson i Vancouver. Han førte Canucks til sejr i Northwest-divisionen og man slog Dallas Stars med 4-3 i kampe i første runde af slutspillet efter flere stærke præstationer af Luongo. I anden runde af slutspillet mødte man dog overmagten i form af de senere Stanley Cup-mestre Anaheim Ducks der vandt serien med 4-1 i kampe.

## Nuværende spillertrup
Pr. 7. oktober 2008.
Målmænd
- 31  Eddie Läck
- 41  Curtis Sanford

Backer
- 2  Mattias Öhlund – A
- 3  Kevin Bieksa
- 4  Rob Davison
- 6  Sami Salo
- 8  Willie Mitchell – A
- 23  Alexander Edler
- 32  Lawrence Nycholat
- ??  Shane O'Brien

Forwards
- 9  Taylor Pyatt
- 10  Ryan Johnson
- 14  Alexandre Burrows
- 17  Ryan Kesler – A
- 20  Jeff Cowan
- 21  Mason Raymond
- 22  Daniel Sedin
- 24  Darcy Hordichuk
- 25  Matt Pettinger
- 33  Henrik Sedin
- 36  Jannik Hansen
- 37  Rick Rypien
- 42  Kyle Wellwood
- ??  Michel Ouellet

* Bemærk at selvom Roberto Luongo officielt er udnævnt til holdets kaptajn, må han som målmand ikke bære kaptajnens 'C' på brystet ligesom han ikke må agere som kaptajn på isen.

## Danske spillere
Jannik Hansen blev draftet af Vancouver i 2004 og skrev en tre-årig kontrakt med Vancouver i sommeren 2006. Han startede dog sæsonen 2006-07 hos Vancouvers farmerhold i AHL, Manitoba Moose inden han den 13. april 2007 blev kaldt op til NHL af Vancouver og debuterede for Vancouver i en slutspilskamp mod Dallas Stars. Jannik Hansen blev dermed den blot anden dansker i NHL og den første dansker i en slutspilskamp. Han har i sæsonen 2007-08 optrådt både for Vancouver i NHL og for Manitoba i AHL.

## 'Fredede' numre
- 12 Stan Smyl
- 16 Trevor Linden
- 99 Wayne Gretzky Nummer fredet i hele NHL 6. februar, 2000
- 10 Pavel Bure, Nummer fredet 2.november 2013